# Bierboot
Das Bierboot in Utrecht ist ein rein elektrisch angetriebene Frachtschiff. Es verkehrt seit dem 19. Januar 2010 in der Innenstadt von Utrecht und versorgt die Gastronomiebetriebe.

## Hintergrund
Nach den guten Erfahrungen, die man seit 1996 mit dem ersten, konventionell angetriebenen Bierboot gemacht hatte, entschlossen sich die Hafenbetriebe Utrecht zum Bau eines umweltfreundlichen zweiten Bootes. Durch die Belieferung der Gastronomie von der Wasserseite aus wird der innerstädtische Frachtverkehr merklich reduziert und die Lieferzeiten werden verkürzt.

## Daten und Technik
Das Boot ist 18,8 m lang, 4,26 m breit und hat einen maximalen Tiefgang von 1,10 m. Es kann 40 Rollcontainer laden.
Der Antrieb erfolgt über einen 55-kW-Synchronmotor, der seine Energie aus einem 480-Volt-Batteriepaket mit einer Kapazität von 86,4 kWh bezieht. Dieses wird nur mit Ökostrom aufgeladen und reicht für rund neun Stunden Fahrzeit. Jährlich werden dadurch 16,5 Tonnen CO2 eingespart. Für die Fahrt in den Grachten werden jedoch höchstens 10 Prozent der installierten Leistung benötigt, volle Leistung ist nur beim Manövrieren erforderlich, wobei auch die 15 kW starke Bugstrahlanlage zum Einsatz kommt.
Der an Bord befindliche hydraulische Ladekran hat eine Reichweite von 14 Metern. Für den Notfall ist noch ein 83-kW-Dieselgenerator eingebaut.
Das Boot wurde nach einem Entwurf von Vuyk Engineering Rotterdam B.V. von der Werft Bocxe und der Firma Koeleman gebaut. Der Bau wurde zum Teil vom Aktionsplan Luftqualität finanziert und durch die EG unterstützt. Ein zweites baugleiches Boot wird ab dem Sommer 2010 in Amsterdam eingesetzt. In Utrecht sind weitere Boote zur Entlastung des innerstädtischen Verkehrs geplant. 2009 wurden die beteiligten Firmen mit dem Award Stedelijke Distributie ausgezeichnet.